# Бисмаркия
Бисмаркия (лат. Bismarckia) — монотипный род из семейства Пальмовые. Единственный вид — Бисмаркия благородная, или Пальма Бисмарка (лат. Bismarckia nobilis) — дерево с крупными веерными листьями серебристого или зелёного цвета.
Назван в честь рейхсканцлера, объединителя Германии Отто фон Бисмарка.

## Ботаническое описание

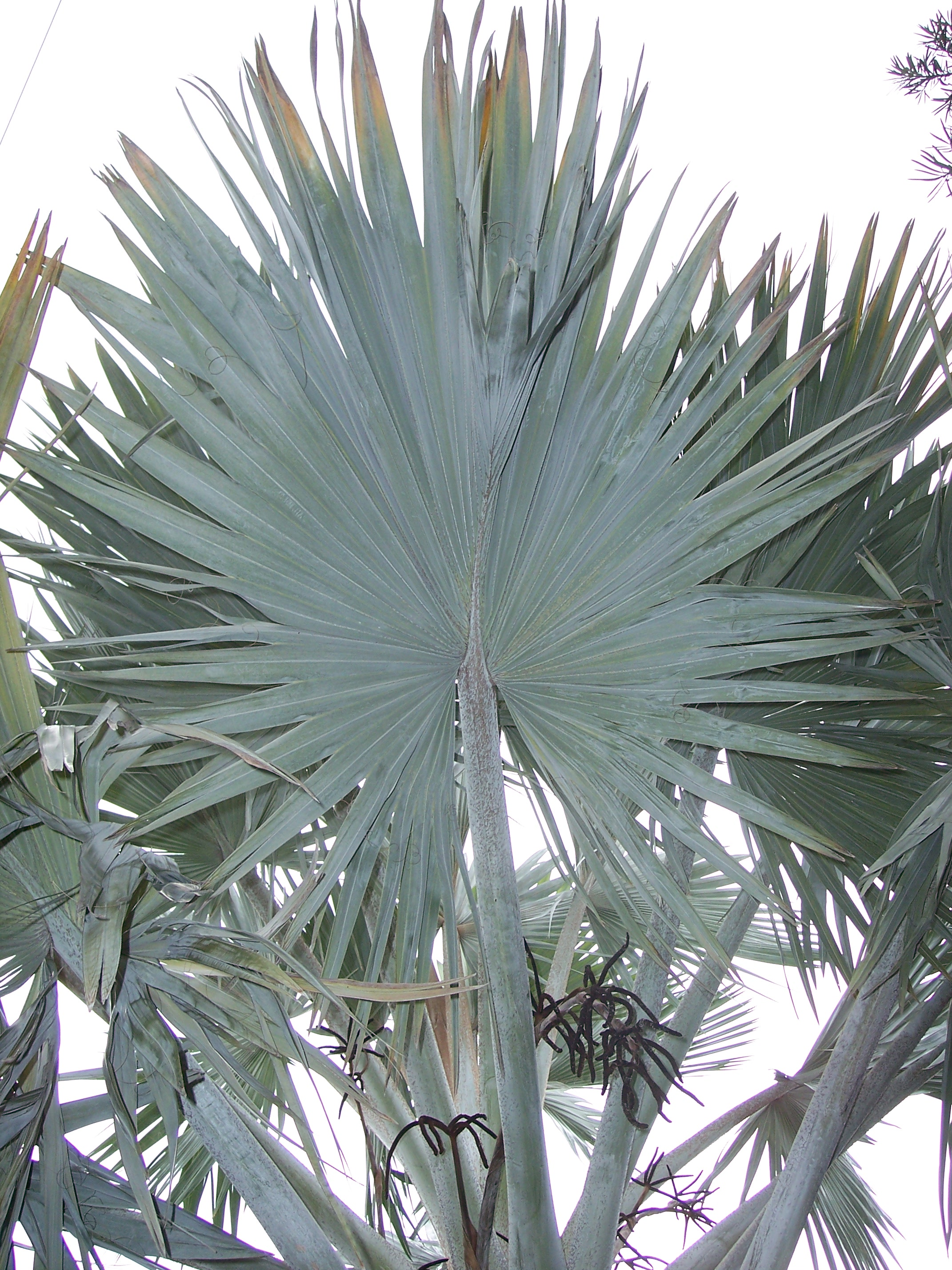
Лист и соцветия

Большая одноствольная раздельнополая веерная пальма. Образует одиночные стволы от серого до коричневого цвета, на которых видны кольцевидные углубления (рубцы) от старых оснований листьев. Стволы от 30 до 45 см в диаметре, слегка утолщённые у основания, лишённые оснований листьев во всех частях, кроме самых молодых под кроной. В естественной среде обитания они могут достигать более 25 м в высоту. Почти шаровидная крона листьев имеет ширину 7,5 м и высоту 6 м. Почти округлые листья в зрелом возрасте очень большие, имеют ширину более 3 м и глубоко разделены на 20 или более жестких ребристых сегментов. Листья ребристо-веерные, образующие клиновидную хастулу (язычок) в месте соединения пластинки и черешка. Черешки 2-3 м длиной, слабоволосистые, покрыты белым восковым налётом, а также коричневыми чешуйками. Большинство культивируемых бисмаркий имеют серебристо-голубую окраску листьев, хотя существует разновидность с зелёными листьями (более редкая).
Это двудомные пальмы и образуют висячие метельчатые соцветия из маленьких коричневых цветков, окружённых прицветниками и погружённых в ямки на осях соцветий. Соцветия межлистные, одиночные, короче листьев, тычиночные и пестичные одинаковые; цветоносы округлые в поперечном сечении; профиллы короткие, 2-х килевые; прицветников на ножке несколько, трубчатые, довольно рыхло покрытые чехлами, с широким, расщепленным треугольным отгибом, иногда сильно килеватым, покрытые шелушащимися чешуйками и воском; рахис длиннее цветоноса; тычиночные рахиллы обычно более многочисленны, чем пестичные, слегка извилистые, несут плотную спираль из округлых, густо опушенных, полосатых прицветников, срастаются латерально и частично срастаются с осью, образуя ямки, густо заполненные волосками, пестичные рахиллы обычно более массивные, чем тычиночные. Тычиночные цветки скучены по 3, чашечка трубчатая, перепончатая, с 3 короткими, неправильными лопастями; венчик с трубчатым основанием почти такой же длины, как доли чашечки, несущий на своем конце 3 яйцевидные закрытые доли; тычинок 6, образующиеся у основания лепестков, нити удлиненные, коротко сросшиеся у основания, постепенно сужающиеся, пыльники медиально закреплённые, разносторонние; пестик короткий, конический. Пестичные цветки одиночные, на короткой опушенной цветоножке, при плодах цветоножка сильно удлиняется; чашелистиков 3, черепитчатые, округлые, в основании сросшиеся; лепестки мельче чашелистиков, по 3, треугольные, при основании коротко сросшиеся; стаминодии, соединенные своими уплощенными треугольными нитями в кольцо с 6 зубцами, на конце которых находятся уплощенные пустые стреловидные пыльники; гинецей трёхплодный, округлый, на конце с 3 низкими, слегка загнутыми рыльцами, имеются также септальные нектарники. Плоды образуются на женских растениях и представляют собой коричневую яйцевидную костянку, каждая из которых содержит одно семя. Костянки более или менее эллипсоидальные, яйцевидные или округлые; эпикарпий гладкий, блестящий, насыщенно-коричневый, несколько испещренный светло-коричневыми пятнами, мезокарпий волокнистый, более или менее ароматный, эндокарпий толстый. Семя базальное, эндосперм однородный.

## Распространение и экология

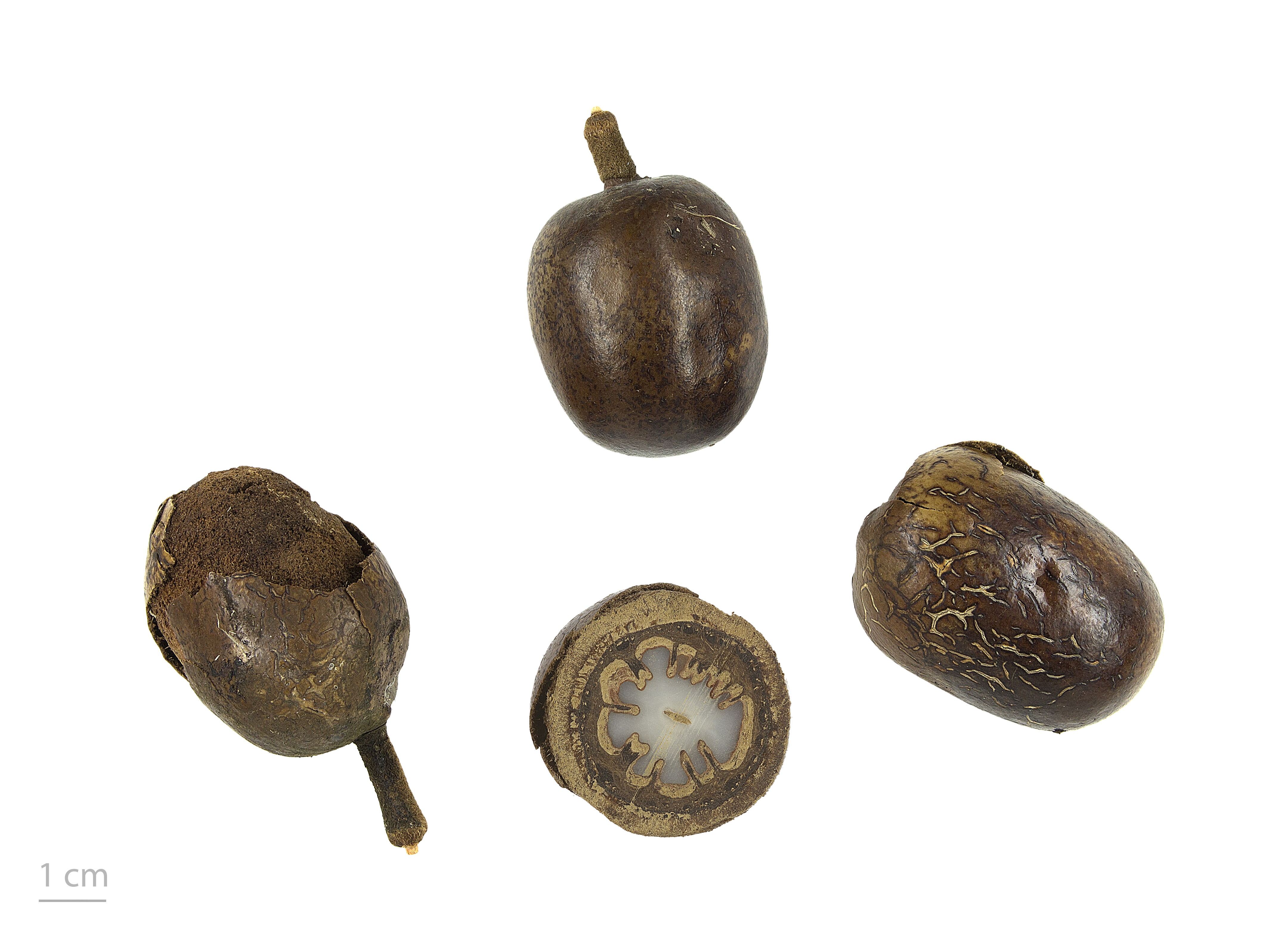
Плоды (Тулузский музей)

Эндемик западного и северного Мадагаскара, иногда культивируется в других тропических и субтропических странах. В природе характерный элемент пальмовых саванн, встречается на пастбищах, плато, равнинах и других открытых местностях, везде очень обычен, и растёт в большом количестве, иногда как единственное дерево, сохраняющееся после регулярных пожаров.